# Joana Fee Würz
Joana Fee Würz (* 6. April 1983 in Heilbronn, Deutschland) ist eine deutsche Musicaldarstellerin.

## Leben
Joana Fee Würz wuchs in Bad Wimpfen auf und entschied sich schon früh für eine Bühnenkarriere. Sie besuchte mit 17 Jahren für ein Jahr die Arts Educational School Tring Park in England. 2001 legte sie ein Musikabitur am Mönchsee-Gymnasium in Heilbronn ab. Ihr Diplom als Musicaldarstellerin erhielt sie nach einem vierjährigen Besuch  der Theaterakademie August Everding in München im Jahr 2006. Im Rahmen des Studiums war sie an mehreren Produktionen beteiligt.

## Engagements
- 2003/2004: West Side Story (Bregenzer Festspiele im Shark-Ensemble)
- 2004: City of Angels (Opernhaus Erfurt als Angel City Four)
- 2005: Bring on Tomorrow (Prinzregententheater München im Ensemble)
- 2005: Wenn Orpheus sang (Prinzregententheater München als Mary Stuck)
- 2005: Into the Woods (Prinzregententheater München als Lucinda)
- 2005: Der kleine Horrorladen (Freilichtbühne Alte Münze München als Audrey)
- 2005: Der kleine Horrorladen (Theater Ingolstadt als Audrey)
- 2006: Liebe ist ein schrecklicher Zufall (Akademietheater August Everding München)
- 2006: Ein Stück vom Mond (Akademietheater August Everding München)
- 2006–2007: Rebecca (Raimundtheater Wien im Ensemble und als Cover ICH)
- 2008: West Side Story (Thunerseespiele als Maria)
- 2008–2009: Tarzan (Neue Flora Hamburg im Ensemble und als Cover Jane)
- 2010–2011: Wicked – Die Hexen von Oz (Metronom Theater Oberhausen als Glinda)
- 2011: Die letzten 5 Jahre (Kabarettkeller Chemnitz als Cathy)
- 2012: Grease – Das Musical (Tour 2012 als Sandy)
- 2012–2013: Rocky – Das Musical (Operettenhaus Hamburg als Cover Adrian und Swing)
- 2014–2015: Tarzan (SI-Centrum Stuttgart im Ensemble als Cover Jane und Cover Kala)

## Diskografie
- 2006: Rebecca (Cast-Album)  Martin Böhm, Ludwig Cross for Hitsquad and Wolfgang Hübig for VBW.
- 2007: Rebecca (Gesamtaufnahme) Martin Böhm, Ludwig Cross for Hitsquad and Wolfgang Hübing for VBW.
- 2008: Tarzan  Stage Entertainment Studios.
- 2012: Rocky – Das Musical (Castalbum)